# Liste der am häufigsten übersetzten literarischen Werke
Dies ist eine Liste der am häufigsten übersetzten literarischen Werke (einschließlich Romane, Theaterstücke, Serien, Gedicht- oder Kurzgeschichtensammlungen sowie Essays und andere Formen literarischer Sachbücher), sortiert nach der Anzahl der Sprachen, in die sie übersetzt wurden. Um künstlich aufgeblähte Zahlen zu vermeiden, werden nur Übersetzungen berücksichtigt, die von etablierten, unabhängigen Verlagen veröffentlicht werden, nicht Personen, die Übersetzungen (real oder automatisch) über Publish-on-Demand oder auf Websites selbst veröffentlichen.
| Rang | Titel                                                        | Autor                          | Veröffentlichungsdatum                     | Anzahl der Sprachen mit Quelle | Originalsprache                          |
| ---- | ------------------------------------------------------------ | ------------------------------ | ------------------------------------------ | --- | ---------------------------------------- |
| 1    | Die Bibel                                                    | Diverse                        | ca. 600 v. Chr. – Mitte des 4. Jh. n. Chr. | 3.610 (mindestens ein Buch) 1.622 (nur Neues Testament) 733 (Altes und Neues Testament einschließlich der deuterokanonischen Bücher) | Hebräisch, Aramäisch, Griechisch (Koine) |
| 2    | Die Abenteuer des Pinocchio                                  | Carlo Collodi                  | 1883                                       | 240–260 | Italienisch                              |
| 3    | Dao de Jing                                                  | Laozi                          | 400 v. Chr.                                | >250 | Chinesisch                               |
| 4    | Das Kommunistische Manifest                                  | Karl Marx und Friedrich Engels | 1848                                       | >200 | Deutsch                                  |
| 5    | Alices Abenteuer im Wunderland                               | Lewis Carroll                  | 1865                                       | 174 | Englisch                                 |
| 6    | Schritte zu Christus                                         | Ellen G. White                 | 1892                                       | >160 | Englisch                                 |
| 7    | El Ingenioso Hidalgo Don Quijote de la Mancha                | Miguel de Cervantes Saavedra   | 1615                                       | >140 (vollständig und in Teilen) | Spanisch                                 |
| 8    | Andersens Märchen                                            | Hans Christian Andersen        | 1835–1852                                  | 129 | Dänisch                                  |
| 9    | Die Abenteuer des Asterix                                    | René Goscinny & Albert Uderzo  | 1959–heute                                 | 115 (nicht alle Bände sind in allen Sprachen verfügbar)                                                                              | Französisch                              |
| 10   | Buch Mormon                                                  | Ursprung des Buches Mormon     | 1830                                       | 110 | Englisch                                 |
| 11   | Koran                                                        | Geschichte des Qur ́an          | 650                                        | >102 | Klassisches Arabisch                     |
| 12   | Die aufrechte Revolution: Oder warum Menschen aufrecht gehen | Ngũgĩ wa Thiong'o              | 2016                                       | 100 | Gikuyu                                   |
| 13   | Die Abenteuer von Tim und Struppi                            | Hergé                          | 1929–1976                                  | 96 | Französisch                              |
| 14   | Nachfolge Christi (De imitatione Christi)                    | Thomas a Kempis                |                                            | 95 | Latein                                   |
| 15   | Harry Potter                                                 | J. K. Rowling                  | 1997–2007                                  | 80 | Englisch                                 |
| 16   | Pu der Bär                                                   | A. A. Milne                    | 1926                                       | 74 Sprachen, mit insgesamt 145 Übersetzungen                                                                                         | Englisch                                 |
| 17   | Tagebuch der Anne Frank                                      | Anne Frank                     | 1947                                       | 73 | Niederländisch                           |
| 18   | Der Weg zum Glücklichsein                                    | L. Ron Hubbard                 | 1980                                       | 114 | Englisch                                 |
| 19   | Die Kon-Tiki-Expedition: Mit dem Floß durch die Südsee       | Thor Heyerdahl                 | 1948                                       | >70 | Norwegisch                               |
| 20   | Pippi Langstrumpf                                            | Astrid Lindgren                | 1945                                       | 70 | Schwedisch                               |
| 21   | Der Alchimist                                                | Paulo Coelho                   | 1988                                       | 70 | Portugiesisch                            |
| 22   | Sophies Welt                                                 | Jostein Gaarder                | 1991                                       | 65 | Norwegisch                               |
| 23   | Die Abenteuer des Huckleberry Finn                           | Mark Twain                     | 1885                                       | 65 | Englisch                                 |
| 24   | 1984                                                         | George Orwell                  | 1949                                       | 65 | Englisch                                 |
| 25   | Alice hinter den Spiegeln                                    | Lewis Carroll                  | 1871                                       | 65 | Englisch                                 |
| 26   | Isha Upanishad                                               | Diverse                        | 500 v. Chr.                                | 64 | Sanskrit                                 |
| 27   | Kalevala                                                     | Elias Lönnrot (Compiler)       | 1835/1849                                  | 61 | Finnisch                                 |
| 28   | Quo vadis                                                    | Henryk Sienkiewicz             | 1895                                       | 61 | Polnisch                                 |
| 29   | Der Hobbit                                                   | J. R. R. Tolkien               | 1937                                       | 59 | Englisch                                 |